# CN Andromedae
CN Andromedae är en förmörkande dubbelstjärna belägen i den mellersta delen av stjärnbilden Andromeda. Den har en högsta skenbar magnitud av ca 9,62 och kräver ett teleskop för att kunna observeras. Baserat på parallax enligt Gaia Data Release 2 på ca 4,97 mas beräknas den befinna sig på ett avstånd av ca 657 ljusår (ca 201 parsec) från solen. Den rör sig närmare solen med en heliocentrisk radialhastighet av ca -24 km/s. Stjärnans maximala synliga magnitud, 9,62, sjunker till som minst 10,2 under primärstjärnans förmörkelse. Den klassificeras som en Beta Lyrae-variabel med en period av ca 0,4628 dygn

## Egenskaper
De två stjärnorna kretsar mycket nära varandra. Deras spektrum kan inte separeras men som helhet har de ett spektrum av en stjärna av spektralklass F5 V. De är i marginell kontakt, och det finns ett massflöde från primärstjärnan till sekundärstjärnan av 1,4 × 10−7 solmassa per år. Den dubbelstjärniga omloppsbanan avklingar långsamt med en hastighet av 1,5 x 10−7 dygn/år. En tredje misstänkta komponenten i systemet är en röd dvärgstjärna med en massa på cirka 0,11 solmassa, med en omloppsperiod av 38 ± 4 år kring dubbelstjärnan.
Primärstjärnan CN Andromedae A är en gul till vit stjärna, som har en massa av ca 1,4 solmassa, en radie av ca 1,5 solradie och utsänder energi från dess fotosfär motsvarande ca 3,4 gånger solen vid en effektiv temperatur av ca 7 400 K. 
Följeslagaren CN Andromedae B är en orange till gul stjärna och har en massa av ca 0,55 solmassa, en radie av ca 0,95 solradie och utsänder energi från dess fotosfär motsvarande ca 0,40 gånger solen vid en effektiv temperatur av ca 4 700 K.

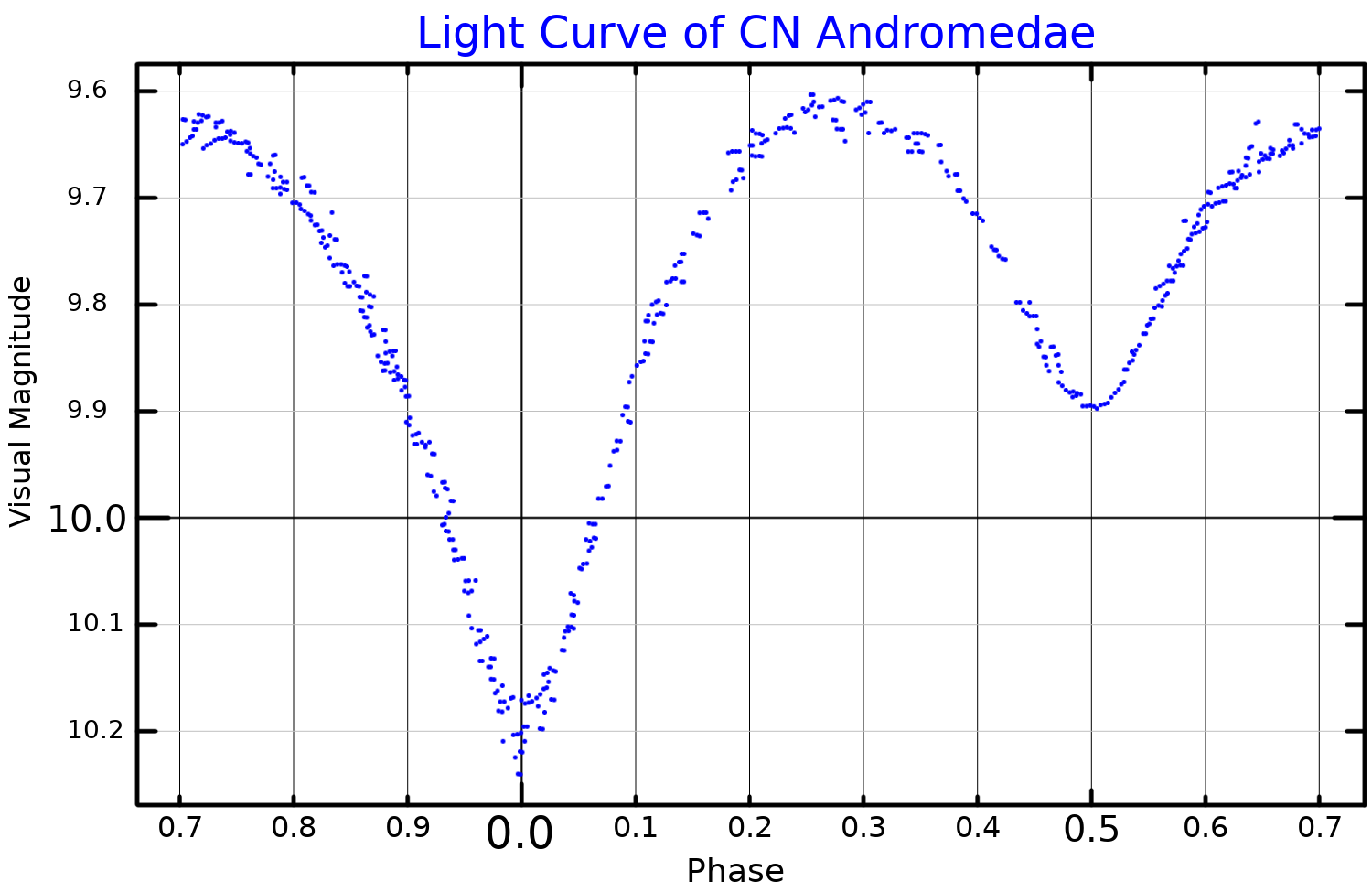
Ljuskurva i visuella bandet för CN Andromedae, anpassad efter ett diagram presenterat av Varol Keskin.

Bekräftelsen av CN Andromedaes variabilitet tillkännagavs av R. Weber år 1956. Stjärnans ljuskurva visar en primär förmörkelse, där dess ljusstyrka sjunker till magnitud 10,21, och en sekundär till magnitud 9,9. Detta fenomen upprepas med en cykel på cirka 11,1 timmar, där perioden minskar i tid på grund av massöverföringen från ena stjärna till den andra.